# Dielocroce maxima
Dielocroce maxima är en insektsart som beskrevs av Hölzel 1975. Dielocroce maxima ingår i släktet Dielocroce och familjen Nemopteridae. Inga underarter finns listade i Catalogue of Life.